# Нігерія ЗПГ
Нігерія ЗПГ – завод із виробництва зрідженого природного газу (ЗПГ), споруджений у нігерійському штаті Ріверс.
Нігерія входить до числа провідних країн світу за запасами газу, який передусім пов`язаний з нафтовими родовищами. Станом на кінець 1990-х років активна розробка останніх супроводжувалась масовим спалюванням попутного газу. З метою уникнення цього та отримання додаткових коштів від експорту розпочали проєкт спорудження потужностей для виробництва ЗПГ. 
В 1999 році були введені в експлуатацію дві технологічні лінії загальною потужністю 5,9 млн т ЗПГ. Проте наявна сировинна база дозволяла значно розширити завод, що й зробили шляхом спорудження наступних ліній: третьої (2002), четвертої (2004), п`ятої (2006), шостої (2007). Внаслідок цього потужність Нігерія ЗПГ досягла 22 млн т ЗПГ на рік (понад 30 млрд м3), що робить його одним з найбільших у світі. Розглядається також можливість розширення заводу до 30 млн т. Для зберігання продукції перед відвантаженням створено резервуарний парк з чотирьох одиниць по 84200 м3 кожен.
Окрім виробництва ЗПГ, завод здійснює також відбір зрідженого нафтового газу (пропан-бутанова фракція) та конденсату в обсязі до 5 млн т на рік. ЗНГ спрямовується як на експорт, так і для задоволення внутрішніх потреб (завод покриває близько 40% споживання цього виду палива у країні). Існує три резервуари для зберігання конденсату (по 36000 м3), два для пропану і два для бутану (кожен по 65000 м3).
Власна електростанція Нігерія ЗПГ має потужність 320 МВт. Портове господарство заводу включає два причали для обслуговування постачання ЗПГ. Один з них також може експортувати ЗНГ, а другий – конденсат. Крім того, існує причал для приймання потрібних самому заводу вантажів та пасажирський термінал. Станом на середину 2010-х років для експортних поставок використовувались 23 ЗПГ танкери, з них 13 належать Bonny Gas Transport (BGT) – дочірній компанії одного зі співвласників NNPC, а інші взяті в довгострокову оренду у BW Gas та Nippon Yusen Kaisha.              
Спорудження Нігерія ЗПГ дозволило зменшити рівень спалювання попутного газу з 65% до 25%.
Власниками заводу є національна нігерійська компанія NNPC (49%), Shell (25,6%), Total (15%) та Eni (10,4%).